# إبراهيم أيزري
إبراهيم إزري هو مغني جزائري أمازيغي ولد في 12 جانفي 1954 في آيت لحسن، بلدية بني يني ولاية تيزي وزووتوفي في 3 جانفي 2005 في باريس بمرض عضال ويعتبر من أشهر المغنين الملتزمين. من التعبير القبائلي.

## مشواره الغنائي
خلال طفولته، اصطحب جده إبراهيم إزري للاستماع إلى الأغاني الدينية لزاوية سيدي بلقاسم بمنطقة آيت يني. في سن المراهقة، أسس مع اثنين من أصدقائه في المدرسة الثانوية، نايت عبد العزيز وعزيز برحمة، مجموعة إغودار (النسور) في وقت كانت فيه العديد من المجموعات منخرطة في الصراع الثقافي واللغوي والهوية في الجزائر، مثل إسولاس وإيناسلين. , الأبرانيين، أمازيغين إيمولا.
في السبعينيات كان عازف الجيتار للمغني Idir. ثم بدأ مسيرته المهنية منفردًا وأصدر ألبوماته الأولى.
بدأ مشواره في الثمانينات أيام الصحوة الأمازيغية وسطوعها حيث كان من أشد المدافعين عن القضية البربرية وعن اللغة الأمازيغية
في عام 1999، غنى مع إيدير وماكسيم لو فورستييه أغنية تيزي وزو، التي غطتها سان فرانسيسكو. نجد في نصوصه موضوعات حول الدفاع عن حقوق المرأة والمساواة بين الرجل والمرأة.

## البوماته
1. In intri
2. D'ifrax i nella
3. Yemma
4. Aït Manguellat
5. Semmehtiyi
6. Titiche des Montagnes
7. A wid ur n ehric
8. Baadeghkem
9. Itru out